# Eimeldingen
Eimeldingen – miejscowość i gmina w Niemczech, w kraju związkowym Badenia-Wirtembergia, w rejencji Fryburg, w regionie Hochrhein-Bodensee, w powiecie Lörrach, wchodzi w skład związku gmin Vorderes Kandertal. Leży na północny zachód od Lörrach, ok. 2 km od granicy z Francją i ok. 10 km od granicy ze Szwajcarią.

## Historia
Pierwsze wzmianki o Eimeldingen pochodzą z 767 roku jako Agimotingas. Po reformacji gmina stała się ewangelicka.

## Demografia
- 2000: 2 151
- 2005 (30 czerwca): 2 229
- 2005 (31 grudnia): 2 285

## Polityka
Ostatnie wybory samorządowe odbyły się 13 czerwca 2004, w radzie miasta zasiada 10 radnych.
| Partia      | % głosów | Porównanie¹ | Ilość radnych | Porównanie¹ |
| ----------- | -------- | ----------- | ------------- | ----------- |
| Bezpartyjni | 59,2%    | +21,8%      | 6             | +2          |
| SPD         | 40,8%    | +0,3%       | 4             | =           |
| Inni        | 0,0%     | -22,1%      | 0             | -2          |

¹ z ostatnimi wyborami

## Herb
W pierwszym polu złoto-czerwono-złota flaga Badenii na ukos, w polu drugim, na tle niebieskim złoty snop zboża przewiązany na środku, na polu trzecim zielony kiść winogron z dwoma liśćmi na białym tle.
Flaga Badenii oznacza przynależność Eimeldingen do niej, snop oraz kiść winogron symbolizują bogactwa naturalne tego terenu.

## Transport
Przez teren gminy przebiega autostrada A98 (Weil am Rhein–Stockach), droga krajowa B3 (Weil am Rhein–Buxtehude) oraz linia kolejowa InterCity (Mannheim–Bazylea).

## Oświata
W gminie znajduje się jedna szkoła podstawowa oraz przedszkole ewangelickie.